# 西念寺 (葛飾区)
西念寺（さいねんじ）は、東京都葛飾区にある浄土宗の寺院。

## 歴史
1532年（天文元年）、覚蓮社法誉によって開山された。1448年（文安5年）に僧浄円が結んだ草庵が前身である。
1701年（元禄14年）、16世住職尊誉は恵心僧都源信作といわれている阿弥陀三尊を安置して、当寺の本尊とした。
江戸時代は、末寺7寺を擁していた寺であった。

## 交通アクセス
- 亀有駅より徒歩15分（経路案内）。